# International Sales
International Sales war ein Montagewerk für Kraftfahrzeuge und damit Teil der Automobilindustrie in Irland.

## Unternehmensgeschichte
Lincoln & Nolan erwarb 1956 die Rechte zur Montage der Heinkel Kabine von den Ernst Heinkel Flugzeugwerken. Im gleichen Jahr wurde das separate Unternehmen in Dublin zur Montage und zum Vertrieb gegründet. 1958 endete die Produktion.
Dundalk Engineering Works erwarb 1958 die Produktionsrechte und -anlagen von Heinkel und setzte die Produktion bis 1961 in Dundalk fort. Diese Fahrzeuge wurden Heinkel-I genannt.

## Fahrzeuge
Das einzige Modell war die Heinkel Kabine. Dieser Kleinstwagen hatte eine Fronttür wie die BMW Isetta.

## Produktionszahlen
1957 wurden in Irland vier Heinkel zugelassen und im Folgejahr elf. Von diesen elf können aber einige schon von der neuen Gesellschaft stammen, da eine Splittung innerhalb eines Jahres nicht möglich ist.